# 应家遗址
30°01′33.6″N 121°32′22.6″E / 30.026000°N 121.539611°E
应家遗址是浙江省宁波市镇海区一处考古遗址。遗址位于九龙湖镇应家村旧址，位于一处“V”形小盆地环境中。遗址分布面积1.2万平方米，2019年10月至2020年8月由宁波市文化遗产管理研究院、武汉大学、山东大学等机构对遗址进行发掘，发掘面积2000平方米，确认遗址包含新石器时代、商周、唐宋直至明清四个阶段的文化信息，其中新石器时代以河姆渡文化三四期为主。2022年7月26日，应家遗址被列入镇海区文物保护单位。